# ورلوتنهید
ورلوتنهید (به آلمانی: Verlautenheide) یک زیستگاه انسانی در آلمان است که در آخن واقع شده‌است.

## خصوصیات
ورلوتنهید ۳٬۵۰۰ نفر جمعیت دارد.